# 路易丝·里特
路易丝·里特（英語：Louise Ritter，1958年2月18日—），美国女子田径运动员。她曾代表美国参加1984年和1988年夏季奥林匹克运动会田径比赛，其中1988年奥运会获得一枚金牌。